# Johann Joseph Thalherr
Johann Joseph Thalherr oder Talherr  (* um 1730 in Fulnek, Mähren; † 16. Oktober 1807 in Ofen, Ungarn; auch Jan Josef Talherr oder József Talherr) war ein österreichisch-ungarischer Architekt.
Johann Thalherr studierte in Wien, anschließend war er unter der Leitung von Isidore Canevale im Hofbauamt tätig. 1782 siedelte er nach Budapest um und arbeitete als ungarischer Kammerarchitekt. 1788 wurde er Leiter der ungarischen Baudirektion. Sein Werk war von Andrea Palladio beeinflusst. Seine Bauten sind in Budapest, Bratislava, Győr und anderen ungarischen Städten zu finden.

## Werke

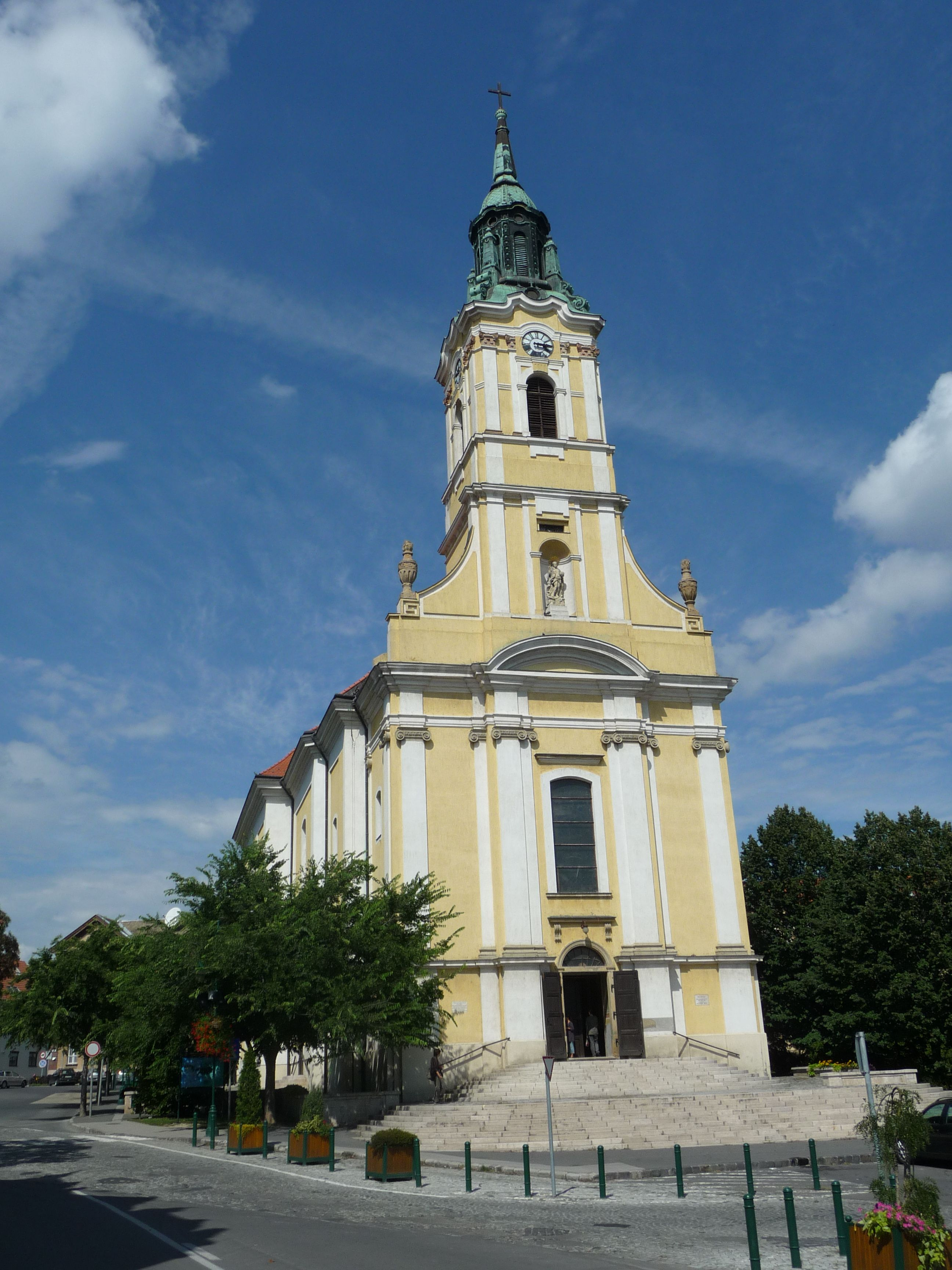
Katholische Kirche in Szekszárd, 1794.

- Seidenwicklerei (Filatorium), Budapest, 1785.
- Schloss in Dolná Krupá, 1792 (bis 1796)
- Katholische Kirche in Szekszárd, 1794
- St. Joseph Kirche in Budapest, 1798[1]